# La mujer sin rostro
La mujer sin rostro es una telenovela venezolana producida y transmitida en 1984 por Venezolana de Televisión, protagonizada por Flor Núñez y Gustavo Rodríguez.
Fue escrita por Julio César Mármol y  José Ignacio Cabrujas, la cual, a su vez, era una libre adaptación que el dramaturgo hizo del clásico francés del siglo XIX Los miserables de Víctor Hugo.

## Sinopsis
Isabel (Flor Núñez) es una marginada que vive en unión libre con Juvenal y Amada, la hija de este. Juvenal necesita dinero y en su desesperación junto a un amigo asaltan una farmacia. El amigo se pone nervioso y al salir dispara sobre una mujer en un carro.
Es Corintia (Amanda Gutiérrez) esposa del inspector Ricardo (Gustavo Rodríguez). El asaltante apenas hiere a la mujer le lanza el arma Isabel que viene siguiéndolos. Los testigos le dicen a Ricardo que fue una mujer la que mató a su esposa. Juvenal es arrestado. Ricardo enloquecido de dolor lo tortura, pero Juvenal no acusa Isabel quien por mientras ha huido al campo con Amada y se hacen pasar por madre e hija. Ricardo sufre un colapso nervioso y lo envían al campo a recuperarse.
Allá conoce a Isabel y se casa con ella sin saber que es "La mujer sin rostro" que tanto busca. Años después cuando ya tienen un hijo él se entera de la verdad y repudia Isabel.

## Reparto
- Flor Núñez ... Isabel
- Gustavo Rodríguez ... Ricardo 'Tito' Trenard
- Amanda Gutiérrez ... Corintia Trenard
- Luis Abreu
- Daniel Alvarado ... Padre Ezequiel
- Carlota Sosa
- Óscar Araujo ... Elías
- Alberto Arvelo
- Julio Bernal
- Estelín Betancor ... Julieta Irene
- Lucio Bueno ... Eloy
- Ana Castell
- Orángel Delfín
- Elisa Escámez
- Eduardo Gadea Pérez
- Freddy Galavís ... Virgilio
- María Hinojosa
- Alma Ingianni ... Silvia
- María Luisa Lamata
- Ana Karina Manco
- Frank Maneiro ... Ismael
- Héctor Mayerston
- Raúl Medina
- Bertha Moncayo
- Américo Montero
- William Moreno
- Yolanda Muñoz ... Belkis
- Carmencita Padrón
- José Poveda
- Alexandra Rodríguez ... Amada
- Yuri Rodríguez ... Alfredo
- Fina Rojas
- Luis Salazar
- Tania Sarabia ... Edna
- Altagracia Sarmiento ... Elena
- Edgar Serrano ... Adalberto
- Bárbara Teyde ... Pompeya
- José Torres[1]

## Versiones
- Mariú telenovela venezolana producida y transmitida por RCTV entre los años 1999 y 2000, fue protagonizada por Daniela Alvarado y Carlos Montilla, con las participaciones antagónicas de Dora Mazzone, Desideria D'Caro y Jorge Palacios, y con la participación especial de Sonya Smith.